# Ioana Mureșan
Ioana Mureșan, född 22 juni 1971, är en rumänsk före detta volleybollsspelare. Hon var en del av Rumäniens damlandslag i volleyboll. Hon deltog i 1994 FIVB Volleyball Women's World Championship i Brasilien. På klubbnivå spelade hon med Petrodava Piatra Neamt.

## Klubbar
- Petrodava Piatra Neamț (1994)